# Legat Josipa Slavenskog
Legat Josipa Slavenskog nalazi se na adresi Trg Nikole Pašića 1, na petom spratu. Zahvaljujući zalaganju kompozitorove porodice, sačuvana je autentična soba, preseljena na mesto legata iz Svetosavske ulice, u kojoj je Slavenski živeo i stvarao do smrti 1955. godine.
Legat je prvobitno otvoren  8. decembra 1983. godine i najveći deo zaostavštine Josipa Slavenskog poverena je Sokoju (Organizacija muzičkih autora Srbije). Pored memorijalne sobe, legat uključuje i koncertnu dvoranu sa klavirom, veliku biblioteku, note, partiture, lične stvari i više od hiljadu pisama.
Prostor je korišćen kao sedište MIC (Muzičko informativnni centar) koji je tada izdavao svoju publikaciju u okvirima klasične muzike, nakon gašenja Muzičko informativnog centra, i legat ubrzo prestaje sa radom. 
Legat je ponovno svečano otvoren u septembru 2021. godine u sklopu manifestacije Dani evropske baštine na inicijativu direktora Sokoja Dejana Manojlovića, koristi se za koncerte klasične muzike i edukaciju zainteresovanih u tom polju.